# Thorburn Brailsford Robertson
Thorburn Brailsford Robertson (Edimburgo (Escocia), 4 de marzo de 1884 – Glenelg (Australia Medidional), 18 de enero de 1930) fue un fisiólogo y bioquímico australiano.

## Vida
Robertson en 1892 se trasladó de su Escocia natal al sur de Australia, ya que su padre, Thorburn Robertson, fue nombrado ingeniero de minas en una empresa ubicada en Callington. El apellido Brailsford era el de soltera de su madre, Sarah-Ann, hija de William Brailsford. Fue educado en la escuela de Escuela de Misses Stantons, New Glenelg, y más tarde tuvo un tutor particular hasta que ingresó en la universidad. Ingresó la Universidad de Adelaida en 1902, estudiando Fisiología, con los profesores Edward Stirling y William Bragg, donde obtuvo la licenciatura en 1905. Fue inmediatamente reconocido como un estudiante brillante. Como estudiante había dado algunas pruebas de la calidad de su pensamiento abstracto como dejaba constancia en un artículo sobre el "Reflejo de la muerte simulada en las arañas", publicado en el Journal of Physiology de agosto de 1904, o en un documento notable, "Un resumen de una teoría del Génesis", of Protoplasmic Motion and Excitation ", leído en una reunión de la Royal Society of South Australia el 4 de abril de 1905 y publicado en sus Transactions and Proceedings, vol. XXIX, páginas 1–56.
En Adelaida el 1 de julio de 1910 se casó con Jane Winifred Stirling, la hija de su exprofesor; tuvo una hija y dos hijos.
Miembro de la Asociación Americana para el Avance de la Ciencia, y de muchas otras sociedades importantes. Fue elegido miembro extranjero de la Accademia Nazionale dei Lincei, Roma, en 1926.

## Carrera profesional
Robertson había estado muy interesado en el trabajo del profesor Jacques Loeb de la Universidad de California, uno de los bioquímicos más hábiles de su tiempo, e inmediatamente después de graduarse obtuvo un puesto en su laboratorio. Así, en 1905, se convirtió en profesor asistente en el departamento de fisiología de la Universidad de California, Berkeley, dirigido por Jacques Loeb. Obtuvo un doctorado de Berkeley en 1907 y luego un Doctorado en Ciencias de Adelaide en 1908, un logro extraordinario a la edad de 24 años. Allí trabajó durante cinco años, contribuyendo durante este período alrededor de 40 artículos a revistas científicas líderes y estableciendo una reputación como autoridad en proteínas. Desde el principio de su carrera atacó y posteriormente refutó muchas de las doctrinas generalmente aceptadas.
En 1910, al quedar vacante la plaza de Loeb, quien fue al Instituto Rockefeller de Nueva York, Robertson se convirtió en profesor asistente de bioquímica y farmacología. En 1912 publicó Die Physikalische Chemie der Proteine, monografía sobre su química física escrito en alemán, que se tradujo al ruso y, ampliado y revisado, se publicó en inglés en 1918.
Entre 1910 y 1918 envió regularmente artículos a las revistas científicas, muchos de ellos preocupados por los factores que gobierna el crecimiento y la longevidad de los animales. Se convirtió en profesor de bioquímica y farmacología en la Universidad de California en 1916 y dos años después recibió la cátedra de bioquímica en la Universidad de Toronto.
En 1919, la muerte de su antiguo maestro, Sir Edward Stirling, provocó su regreso a Adelaida, donde se convirtió en profesor de bioquímica y fisiología general en 1920. Allí, su personalidad enérgica pronto se hizo evidente en la escuela de medicina. Su influencia se sintió en una remodelación de los primeros años del curso de medicina, y persuadió al consejo de que la enseñanza tendría que dividirse. Robertson hizo una contribución vital a la fabricación de insulina para uso de los diabéticos. En 1923, dentro de un año del descubrimiento publicado de insulina por investigadores de la Universidad de Toronto, Robertson había fabricado el medicamento por primera vez en Australia en el Darling Building de la Universidad de Adelaida. Robertson produjo insulina de manera más barata, rápida y en mayor volumen que en cualquier otro lugar del mundo.
The News (Adelaide) publicó un artículo el lunes 12 de noviembre de 1923, pág. 9, titulado "INSULINA - Adelaide se acerca - Tasa abaratada", en la que hablan sobre el aumento significativo en la eficiencia de extracción de insulina realizado por su equipo. En 1923 aisló una fracción de la hipófisis anterior que llamó tethelin, la patentó y caracterizó su efecto sobre la tasa de crecimiento de los animales; pero este hallazgo no sobrevivió al trabajo posterior.
También fue pionero de la química física de las proteínas, Robertson dedicó gran parte de su investigación al problema del crecimiento. Su trabajo en el crecimiento de los animales resultó en una importante contribución a la ciencia y la industria agrícola en Australia. En 1927 se le acercó el Consejo de Investigación Científica e Industrial de la Commonwealth para dirigir una división de nutrición animal con sede en la Universidad de Adelaida.
Mientras estaba trabajando en su investigación en el campus de Waite se contagió de gripe y luego se complicó con una neumonía. Después de varios días en el hospital, murió en enero de 1930.

## Publicaciones
Además de los libros ya mencionados, publicó en 1914 El universo y la mayonesa y otras historias para niños, y en 1931 una colección de excelentes artículos de más atractivo general que sus artículos científicos se publicó bajo el título El espíritu de la investigación. Fue el fundador virtual y fue editor jefe del Australian Journal of Experimental Biology and Medical Science desde su inicio hasta su muerte. Su noveno volumen publicado en 1932, "The Robertson Memorial Volume", está compuesto por documentos científicos aportados por antiguos colegas y alumnos, con una breve memoria de Hedley R. Marston, y una bibliografía de su trabajo que enumera 174 de sus artículos, y otros 26 de los cuales fue autor parcial.
La primera colección de reimpresiones y documentos fueron presentados a la Universidad de Adelaida en noviembre de 1975 por la Sra. E.L. Robertson y listado por Gavan McCarthy, Proyecto de Archivos Científicos de Australia, 15/5/1987. El artículo y el material de investigación sobre Tethelin e insulina fueron presentados por el Dr. David Robertson y el Dr. John Tregenza en 1989, y también se agregaron reimpresiones adicionales en 1989. El resto se compró a la familia Robertson en 2011 con la Colección Robertson de libros de la venta de bienes subasta. Los documentos se volvieron a publicar en 2013.